# Qualifications à la Coupe d'Afrique des nations de football 1980
 (janvier 2024).
Si vous disposez d'ouvrages ou d'articles de référence ou si vous connaissez des sites web de qualité traitant du thème abordé ici, merci de compléter l'article en donnant les références utiles à sa vérifiabilité et en les liant à la section « Notes et références ».
 (juillet 2018).
Résultats des qualifications à la Coupe d'Afrique des nations de football 1980.

## Résultats

### Tour préliminaire
Bénin -  Niger annulé

3 décembre 1978 :  Madagascar 2-1  Malawi

17 décembre 1978 :  Malawi 5-1  Madagascar

12 août 1979 :  Maurice  0-1  Lesotho

26 août 1979 :  Lesotho 1-2  Maurice

### 1ertour
Algérie -  Burundi match annulé

16 septembre 1979 :  Bénin 1-0  Côte d'Ivoire

30 septembre 1979 :  Côte d'Ivoire 4-1  Bénin

16 septembre 1979 :  Congo 4-2  Zaïre

30 septembre 1979 :  Zaïre 4-1  Congo

 Égypte -  Somalie match annulé

16 septembre 1979 :  Guinée 3-0  Cameroun

30 septembre 1979 :  Cameroun 3-0  Guinée

La  Guinée qualifié aux penalty.

 Kenya -  Tunisie match annulé

16 septembre 1979 :  Libye 2-1  Éthiopie

30 septembre 1979 :  Éthiopie 1-1  Libye

15 avril 1979 :  Malawi 0-2  Zambie

29 avril 1979 :  Zambie 2-0  Malawi

16 septembre 1979 :  Maurice 2-2  Maroc

30 septembre 1979 :  Maroc 4-1  Maurice

16 septembre 1979 :  Maurice  3-2  Tanzanie

30 septembre 1979 :  Tanzanie 4-0  Maurice

 Soudan -  Ouganda match annulé

16 septembre 1979 :  Togo 2-0  Gambie

30 septembre 1979 :  Gambie 1-0  Togo

### 2éme tour
24 octobre 1979 :  Algérie 3-1  Libye

6 novembre 1979 :  Libye 1-0  Algérie

L' Algérie qualifiée

24 octobre 1979 :  Kenya 3-1  Égypte

6 novembre 1979 :  Égypte 3-0  Kenya

L' Égypte qualifiée

28 octobre 1979 :  Maroc 7-0  Togo 

11 novembre 1979 :  Togo 2-1  Maroc

Le  Maroc qualifié

28 octobre 1979 :  Soudan 2-0  Côte d'Ivoire

11 novembre 1979 :  Côte d'Ivoire 4-0  Soudan

La  Côte d'Ivoire qualifiée

28 octobre 1979 :  Tanzanie 1-0  Zambie

11 novembre 1979 :  Zambie 1-1  Tanzanie

La  Tanzanie qualifiée

28 octobre 1979 :  Zaïre 3-2  Guinée

11 novembre 1979 :  Guinée 3-1  Zaïre

La  Guinée qualifiée